# Кюхельбекер Вільгельм Карлович
Вільгельм Карлович Кюхельбекер (10 (21) червня 1797, Петербург — 11 (23) серпня 1846, Тобольськ) — декабрист, літератор, відставний колезький асесор. Брат декабриста Михайла Карловича Кюхельбекера.

## Біографія
Народився в Петербурзі. Батько — статський радник Карл Кюхельбекер (1784–1809), саксонський дворянин, агроном, перший директор Павловська (1781—1789). До 1808 року жив в подарованому батькові Павлом I Естляндському маєтку Авінорм, в 1808 році за рекомендацією далекого родича Михайла Богдановича Барклая-де-Толлі зарахований у приватний пансіон Брінкмана при повітовому училищі м. Верро в Ліфляндії, а в 1811 році в Царськосельський ліцей. Закінчив його з чином IX класу в 1817 (перший випуск). Зарахований разом з Пушкіним у Колегію іноземних справ, одночасно викладав російську і латинську мови в благородному пансіоні при Головному Педагогічному інституті (згодом 1 гімназія), вийшов у відставку 9 серпня 1820 року, у вересні виїхав з Петербурга за кордон секретарем при обер-камергере А. Л. Наришкіні (рекомендований А. А. Дельвігом). Після перебування в Німеччині і Південній Франції в березні 1821 року приїхав до Парижа, де в антимонархічному товаристві «Атеней» читав публічні лекції про слов'янську мову та російську літературу, їх зміст викликав незадоволення уряду, і Кюхельбекерові було запропоновано негайно повернутися до Росії. Наприкінці 1821 року призначений на Кавказ чиновником особливих доручень при О. П. Єрмолові з чином колезького асесора, залишався на цій посаді лише до травня 1822 року. Був дружний з Грибоєдовим, що знаходився на Кавказі. У липні 1823 року оселився в Москві, де займався літературною діяльністю, у 1824–1825 видавав з князем В. Ф. Одоєвським збірник «Мнемозина». З квітня 1825 року жив у Петербурзі, спершу у брата М. К. Кюхельбекера, а з жовтня — у декабриста князя О. І. Одоєвського. Член Вільного товариства любителів російської словесності з 1820 року.
Член преддекабристської організації Священна артіль і Північного товариства (листопад — грудень 1825 року). Активний учасник повстання на Сенатській площі, стріляв у великого князя Михайла Павловича.
Після розгрому повстання втік з Петербурга, заарештований при в'їзді до Варшави 19 січня 1826 року. Привезений до Петербурга закутим — 25 січня, поміщений у Петропавловську фортецю в № 12 Алексіївського равеліну. Засуджений за I розрядом і по конфірмації 10 липня 1826 року засуджений на каторжні роботи на 20 років, переведений до Кексгольмської фортеці — 27 липня 1826 року, термін скорочений до 15 років — 22 серпня 1826 року, доставлений до Шліссельбурзької фортеці — 30 квітня 1827 року. Замість Сибіру відправлений в арештантські роти при Динабурзькій фортеці — 12 жовтня 1827 року. Відправлений під строгим наглядом через Ригу в Ревель — 15 квітня 1831 року, де містився у Вишгородському замку, 7 жовтня 1831 року відправлений у Свеаборг. Після десяти років одиничного ув'язнення він був засланий до Сибіру. 14 грудня 1835 року звільнений з фортеці та звернений на поселення в місто Баргузин Іркутської губернії. У 1839 році за власним клопотанням переведений в Акшу. У 1844 році Кюхельбекер отримав дозвіл на переселення в Курган, де прожив разом із сім'єю всього 11 місяців. Хворів на туберкульоз. Для лікування переїхав до Тобольську. Помер Кюхельбекер 23 серпня 1846 року в Тобольську. Похований на Завальному кладовищі.
Дружина (з 15 січня 1837 року) — Дросіда Іванівна Артенова (1817—1886), дочка міщанина, баргузинського поштмейстера.

## Творчість
Віршував ще з ліцейських часів. Замолоду переклав німецькою мовою текст української пісні «Їхав козак за Дунай…». І у фортеці, й на засланні він продовжував займатися творчістю, створивши такі твори, як поема «Сирота», трагедії «Прокопій Ляпунов» і «Іжорський», повість «Останній Колонна», казку «Іван, купецький син», спогади «Тінь Рилєєва», «Пам’яті Грибоєдова». Деякі з його творів Пушкіну вдалося надрукувати під псевдонімом. Після смерті свого великого друга Кюхельбекер втратив і цю можливість.